# Torneo Preolímpico de la OFC 2012
El Torneo Preolímpico de la OFC 2012 fue el torneo que decidió que selección representaría a Oceanía en los Juegos Olímpicos de Londres 2012. Fue la sexta edición de este torneo, y la tercera vez que se llevó a cabo en Nueva Zelanda. Esta vez la ciudad que alojó los partidos fue Taupo, una pequeña población que apenas supera los 20.000 habitantes y que se encuentra a orillas del lago homónimo en la Región de Waikato.
Fueron 7 los participantes de esta edición, Fiyi, las Islas Salomón, Nueva Zelanda, Papúa Nueva Guinea, Samoa Americana, Tonga y Vanuatu. Fueron divididos en dos grupos de 3 y 4 selecciones respectivamente. Los dos primeros de ambos grupos avanzarían a las semifinales.
Fiyi y Vanuatu se erigieron vencedores del grupo A, eliminando a las Islas Salomón y Samoa Americana. En el grupo B, Nueva Zelanda y Papúa Nueva Guinea avanzaron sin problemas, dejando en el camino a la selección tongana. En la fase de grupos se demostró la clara diferencias entre ciertos seleccionados oceánicos, con abultados resultados como el 16-1 de los salomonenses a Samoa Americana o el 10-0 que Nueva Zelanda consiguió frente a Tonga.
En las semifinales Fiyi eliminó a Papúa Nueva Guinea y Nueva Zelanda hizo lo propio con Vanuatu. En el partido por el 3º puesto los vanuatuenses batieron a los jugadores papúos por 1-0, mientras que los All Whites se coronaron campeones del Preolímpico tras vencer 1-0 a la selección fiyiana.
Esava Naqeleca, defensor fiyiano consiguió el premio al Jugador del Torneo, mientras que Jake Gleeson, portero neozelandés, el del mejor arquero. El goleador de la competición fue el salomonense Ian Paia que convirtió 7 goles, mientras que el premio Fair Play lo ganó Tonga.

## Equipos participantes
| Equipos participantes | Equipos participantes | Equipos participantes | Equipos participantes |
| --------------------- | --------------------- | --------------------- | --------------------- |
| Fiyi                  | Islas Salomón         | Nueva Zelanda         | Papúa Nueva Guinea    |
| Samoa Americana       | Tonga                 | Vanuatu               |                       |

## Primera fase

### Grupo A
| País            | J | G | E | P | GF | GC | GD  | Pts |
| --------------- | - | - | - | - | -- | -- | --- | --- |
| Fiyi            | 3 | 3 | 0 | 0 | 11 | 2  | +9  | 9   |
| Vanuatu         | 3 | 2 | 0 | 1 | 10 | 2  | +8  | 6   |
| Islas Salomón   | 3 | 1 | 0 | 2 | 16 | 4  | +12 | 3   |
| Samoa Americana | 3 | 0 | 0 | 3 | 2  | 31 | −29 | 0   |

| 16 de marzo de 2012 | Islas Salomón | 0 – 2   | Fiyi                       | Owen Delany Park, Taupo    |                            |
|                     |               | Reporte | Naqeleca 18' · Watkins 65' | Árbitro(s): Norbert Hauata | Árbitro(s): Norbert Hauata |

| 16 de marzo de 2012 | Vanuatu                                                                  | 8 – 0   | Samoa Americana | Owen Delany Park, Taupo                                  |                                                          |
|                     | Lenga 10' 23' · Tasso 13' (pen.) 21' · Namatak 81' 83' 86' · Mansale 89' | Reporte |                 | Asistencia: 200 espectadores Árbitro(s): Bertrand Billon | Asistencia: 200 espectadores Árbitro(s): Bertrand Billon |

| 18 de marzo de 2012 | Samoa Americana | 1 – 7   | Fiyi                                                                              | Owen Delany Park, Taupo                                          |                                                                  |
|                     | Tualaulei 66'   | Reporte | Salauneune 12' · Draunibaka 56' 58' · Naqeleca 63' 65' · Drudru 72' · Watkins 88' | Asistencia: 250 espectadores Árbitro(s): Isidore Assiene-Ambassa | Asistencia: 250 espectadores Árbitro(s): Isidore Assiene-Ambassa |

| 18 de marzo de 2012 | Islas Salomón | 0 – 1   | Vanuatu     | Owen Delany Park, Taupo                                |                                                        |
|                     |               | Reporte | Kaltack 61' | Asistencia: 400 espectadores Árbitro(s): Kader Zitouni | Asistencia: 400 espectadores Árbitro(s): Kader Zitouni |

| 21-3-2012 | Samoa Americana | 1 – 16  | Islas Salomón | Owen Delany Park, Taupo                                  |                                                          |
|           | Luani 5'        | Reporte | Paia 22' 26' 32' (pen.) 58' (pen.) 63' 73' 84' · Donga 50' · Teleda 52' · Lea'alafa 55' 69' 74' · Tafoa 67' · Kakate 77' 79' · Doiwale 89' | Asistencia: 100 espectadores Árbitro(s): Bertrand Billon | Asistencia: 100 espectadores Árbitro(s): Bertrand Billon |

| 21-3-2012 | Fiyi                          | 2 – 1   | Vanuatu     | Owen Delany Park, Taupo                                 |                                                         |
|           | Naqeleca 20' · Salauneune 41' | Reporte | Kaltack 62' | Asistencia: 150 espectadores Árbitro(s): Norbert Hauata | Asistencia: 150 espectadores Árbitro(s): Norbert Hauata |

### Grupo B
| País               | J | G | E | P | GF | GC | GD  | Pts |
| ------------------ | - | - | - | - | -- | -- | --- | --- |
| Nueva Zelanda      | 2 | 2 | 0 | 0 | 11 | 0  | +11 | 6   |
| Papúa Nueva Guinea | 2 | 1 | 0 | 1 | 3  | 1  | +2  | 3   |
| Tonga              | 2 | 0 | 0 | 2 | 0  | 13 | −13 | 0   |

| 16 de marzo de 2012 | Nueva Zelanda | 1 – 0   | Papúa Nueva Guinea | Owen Delany Park, Taupo                               |                                                       |
|                     | Lovemore 73'  | Reporte |                    | Asistencia: 550 espectadores Árbitro(s): Gerald Oiaka | Asistencia: 550 espectadores Árbitro(s): Gerald Oiaka |

| 18 de marzo de 2012 | Papúa Nueva Guinea                       | 3 – 0   | Tonga | Owen Delany Park, Taupo                               |                                                       |
|                     | Malagian 6' · Dabingyaba 47' · Seeto 86' | Reporte |       | Asistencia: 150 espectadores Árbitro(s): Bruce George | Asistencia: 150 espectadores Árbitro(s): Bruce George |

| 21-3-2012 | Tonga | 0 – 10  | Nueva Zelanda                                                                                           | Owen Delany Park, Taupo                               |                                                       |
|           |       | Reporte | Draper 23' · Hicks 33' · Saric 43' · Fenton 52' 54' · Gailbraith 72', 73' · Lovemore 77' 90' · Musa 81' | Asistencia: 200 espectadores Árbitro(s): Gerald Oiaka | Asistencia: 200 espectadores Árbitro(s): Gerald Oiaka |

## Segunda fase

### Semifinales
| 23 de marzo de 2012 | Fiyi                                       | 3 – 0   | Papúa Nueva Guinea | Owen Delany Park, Taupo                                  |                                                          |
|                     | Naqeleca 25' (pen.) 60' (pen.) · Sahib 71' | Reporte |                    | Asistencia: 200 espectadores Árbitro(s): Bertrand Billon | Asistencia: 200 espectadores Árbitro(s): Bertrand Billon |

| 23 de marzo de 2012 | Nueva Zelanda                    | 3 – 2   | Vanuatu                    | Owen Delany Park, Taupo                                |                                                        |
|                     | Fenton 5' · Musa 8' · Draper 27' | Reporte | Kaltack 74' · Tangis 90+1' | Asistencia: 400 espectadores Árbitro(s): Kader Zitouni | Asistencia: 400 espectadores Árbitro(s): Kader Zitouni |

### Tercer lugar
| 25 de marzo de 2012 | Papúa Nueva Guinea | 0 – 1   | Vanuatu     | Owen Delany Park, Taupo                               |                                                       |
|                     |                    | Reporte | Kaltack 38' | Asistencia: 400 espectadores Árbitro(s): Gerald Oiaka | Asistencia: 400 espectadores Árbitro(s): Gerald Oiaka |

### Final
| 25 de marzo de 2012 | Fiyi | 0 – 1   | Nueva Zelanda     | Owen Delany Park, Taupo                                   |                                                           |
|                     |      | Reporte | Draper 18' (pen.) | Asistencia: 1,250 espectadores Árbitro(s): Norbert Hauata | Asistencia: 1,250 espectadores Árbitro(s): Norbert Hauata |

| Bandera de Nueva Zelanda |
| Campeón Nueva Zelanda    |
| Tercer título            |

## Clasificado a los Juegos Olímpicos de Londres 2012
| Bandera de Nueva Zelanda |
| Nueva Zelanda            |
| ------------------------ |